# Salaryman Kintaro
Salaryman Kintaro (яп. サラリーマン金太郎 Сарариман Кинтаро, Служащий Кинтаро) — манга, автором которой является Хироси Митимия. Впервые публиковалась в журнале Weekly Young Jump с 1994 года. Несмотря на то, что манга никогда не издавалась на английском языке, она официально переведена компанией Comic Friends  все 30 томов доступны для чтения на Facebook, однако вскоре компания заявила о своём закрытии.
На основе сюжета манги студией 81 Produce был выпущен аниме-сериал, который транслировался с 18 февраля по 18 марта 2001 года. На основе манги был снят также телесериал с участием японских актёров, который транслировался по телеканалу Tokyo Broadcasting System с 1999 по 2004 год. Всего выпущены 44 серии.

## Сюжет
Сюжет разворачивается вокруг Кинтаро Ядзимы, лидера банды Босодзоку, который обещает своей жене, что станет примерным отцом, для чего решает быть законопослушным и стать сарариманом.

## Список персонажей
Кинтаро Ядзима (яп. 矢島金太郎)
Сэйю: Тайсэй Миямото
Главный герой истории и бывший лидер банды, Босодзоку,позже остепенился и стал простым рыбаком. Намного позже, после смерти жены , как спасает Мориносукэ Ямато, и просит того найти ему работу. Мориносукэ Ямато устраивает его работать к себе в строительную компанию, простым служащим.
Мисудзу Ядзима (яп. 矢島美鈴)
Подруга (новая любовь) Кинтаро. Когда то была любовницей  влиятельного человека, Сэйсиро Курода, благодаря чему она всё ещё имеет неплохие политические и финансовые связи.
Рюта Ядзима (яп. 矢島竜太)
Сын Кинтаро и  первой жены Акэми (покойной).
Мими Суэнага (яп. 末永美々)
Дочь Мисудзу, её отцом является Сэйсиро Куродо.
Акэми Ядзима (яп. 矢島明美)
Первая жена Кинтаро. Она была слепой и умерла после рождения Рюты.
Мориносукэ Ямато (яп. 大和守之助)
Сэйю: Киёси Кавакубо
Один из многих людей, которого спасает Кинтаро. Он председатель строительной компании Ямато. Верит в Кинтаро.

## Музыка (аниме)
Открытие
- Jikuu ~Toki no Sora~ (яп. 時空～ときのそら～ A Space of Time) исполняет: Юми Мацудзава.

Концовка
- Heaven ~Boku no Naka no Tengoku~ (яп. Heaven～僕の中の天国～ We're in Heaven) исполняет: Норисигэ Такахаси.